# フロリダ万才
『フロリダ万才』（原題：Girl Happy）は、1965年に公開されたアメリカ合衆国の映画。ボリス・セイガルが監督し、エルヴィス・プレスリーが主演したビーチ・パーティー映画である。

## あらすじ
ラスティーはバンド仲間（アンディ、ウィルバー、ドク）と共にシカゴのナイトクラブで演奏していた。ナイトクラブのオーナー、ビッグ・フランクの娘、ヴァレリーは大学の長期休みを利用して女友達（ディナー、ベッティ）とフロリダへ遊びに行くと言い出したが、男手ひとつで娘を育てたビッグ・フランクはヴァレリーに変な虫がつかないか気が気ではない。ラスティーは自分たちも遊びに行けると算段してビッグ・フランクにヴァレリーの監視と護衛を申し出て、自分たちのフロリダ行きの費用を出してもらう。
フロリダに到着した一行は同じホテルに泊まることにしたが、バンドのメンバーたちは女の子をナンパすることで頭がいっぱい。夜になるとビッグ・フランクから電話がかかってきて、ヴァレリーに取り次がなくてはならないし、ヴァレリーにイタリア男のロマーノもつきまとい始めたので、ラスティーは頭を抱える。そうこうしているうちに、ラスティーとヴァレリーは互いが気になってくるのだが、ビッグ・フランクから電話でラスティが雇われて自分を監視していたことを知ったヴァレリーは激しいショックを受けた。
傷心のヴァレリーはロマーノを誘って夜の街に繰り出すと、ストリップ劇場で自分もストリッパーまがいの演技をみせる。ラスティはヴァレリーを止めようとするが、観客の大乱闘に巻き込まれてヴァレリーは警察に捕まって留置所へ。ラスティは女装して留置所のヴァレリーを助けようとする。
ビッグ・フランクはヴァレリーを釈放させたが、ラスティには怒り心頭。しかし、ヴァレリーが本当にラスティに恋したことを知ると、ラスティを許すと共に2人を祝福するのだった。

## キャスト
※括弧内は日本語吹替（テレビ版）
- ラスティー・ウェルス：エルヴィス・プレスリー（佐々木功）
- ヴァレリー・フランク：シェリー・フェブレー
- ビッグ・フランク：ハロルド・ストーン
- アンディ：ゲイリー・クロスビー（英語版）
- ウィルバー：ジョビー・ベイカー（英語版）
- ドク：ジミー・ホーキンス（英語版）
- ペンチル氏：ジョン・フィードラー
- ディナー：メアリー・アン・モブリー（英語版）
- ベッティ：クリス・ノエル（英語版）
- ロマーノ：ファブリツィオ・ミオーニ（英語版）

## 楽曲
劇中で使用された楽曲はRCAレコードから1965年3月にサウンドトラックアルバムとして発売された。
- フロリダ万才（英語版） Girl Happy
- 春は悩まし Spring Fever
- フォート・ロダデールに来たら Fort Lauderdale Chamber of Commerce
- 今夜がスタート Startin' Tonight
- 狼コール Wolf Call
- 邪魔をしないで Do Not Disturb
- 命をかけて Cross My Heart and Hope to Die
- 私は悪い娘（英語版） The Meanest Girl in Town
- スイムで行こう!（英語版） Do the Clam
- 僕はあやつり人形（英語版） Puppet on a String
- 彼女が欲しいな I've Got to Find My Baby